# Germaine Oury-Desruelles
Germaine Oury-Desruelles fue una escultora francesa (1889-1978) nacida en Valenciennes.

## Vida y obra
Algunas de sus obras se exhiben en el Museo de los años treinta , en Boulogne-Billancourt, otras se mantienen en el Museo de Bellas Artes de Valenciennes. El yeso de su Estatua del Rabino Abraham Bloch, del Museo de Bellas Artes de Valenciennes se encuentra en depósito en el Museo de Arte e Historia del Judaísmo en París, donde está expuesto. Fue la esposa del escultor Félix-Alexandre Desruelles.
En la década de 1960 fue la encargada de la restauración del monumento a los fusilados de Lille (del francés: Les Fusillés lillois). La escultura original es de Félix-Alexandre Desruelles, de 1929.